# Tromba tromba
Tromba tromba är en fjärilsart som beskrevs av Evans 1955. Tromba tromba ingår i släktet Tromba och familjen tjockhuvuden. Inga underarter finns listade i Catalogue of Life.